# Sommarmusseron
Sommarmusseron (Melanoleuca strictipes) är en svampart som först beskrevs av Petter Adolf Karsten, och fick sitt nu gällande namn av Julius Schäffer 1951. Enligt Catalogue of Life ingår Sommarmusseron i släktet Melanoleuca,  och familjen Tricholomataceae, men enligt Dyntaxa är tillhörigheten istället släktet Melanoleuca,  och familjen Chromocyphellaceae. Arten är reproducerande i Sverige. Inga underarter finns listade i Catalogue of Life.

## Källor

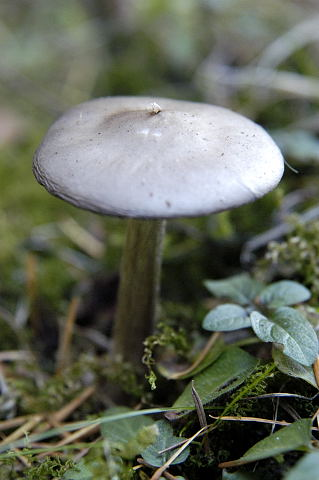
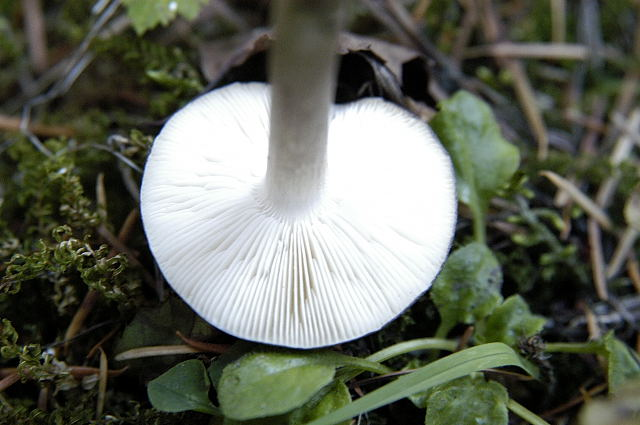